# Сулімеж (Західнопоморське воєводство)
Сулімеж (пол. Sulimierz) — село в Польщі, у гміні Мислібуж Мисліборського повіту Західнопоморського воєводства.
Населення — 644 особи (2011).
У 1975—1998 роках село належало до Гожовського воєводства.

## Демографія
Демографічна структура станом на 31 березня 2011 року:
|          | Загалом | Допрацездатний вік | Працездатний вік | Постпрацездатний вік |
| -------- | ------- | ------------------ | ---------------- | -------------------- |
| Чоловіки | 311     | 53                 | 239              | 19                   |
| Жінки    | 333     | 63                 | 199              | 71                   |
| Разом    | 644     | 116                | 438              | 90                   |